# James Stuart Erskine
James Stuart, Freiherr von Erskine (* 4. September 1821; † 4. Juni 1904) war ein britisch-bayerischer Adliger.

## Leben
Erskine entstammte dem schottischen Clan Erskine und war der fünfte und jüngste Sohn des Diplomaten David Erskine, 2. Baron Erskine, aus dessen erster Ehe mit Frances Cadwallader. Sein Vater war von 1828 bis 1843 britischer Botschafter im Königreich Bayern.
Erskine heiratete am 27. Februar 1849 Wilhelmina Gräfin von Toerring-Minucci († 1880), Tochter des königlich-bayerischen Kämmerers Anton Josef Clemens Graf von Toerring-Seefeld (1798–1846) aus dessen Ehe mit Franziska Gräfin Minucci (1804–1850). Bei seinem Schwager Clemens Maria Graf zu Toerring-Jettenbach (1826–1891) erhielt er Anstellung als Forstinspektor in Pörnbach.
Am 18. Januar 1872 wurde er im Adelsregister des Königreichs Bayern als „Freiherr von Erskine“ bei der Freiherrenklasse immatrikuliert.
Aus seiner Ehe hatte er fünf Kinder:
- Franziska Maria Antonia Freiin von Erskine (1850–1887);
- Hermine Marie Freiin von Erskine (* 1852), ⚭ 1884 Hermann von Sicherer (1839–1901);
- Hermann David Montagu, Freiherr von Erskine (1854–1934), 1871 Unterlieutenant im 13. Infanterie-Regiment der Bayerischen Armee;
- Alfred Francis Stewart (1860–1862);
- Stuarta Franziska Maria Anna Elisabeth (1864–1891).